# Plappart

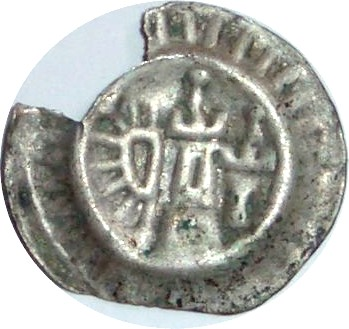
Hamburski Plappart z XV wieku

Plappart – srebrna moneta szwajcarska i południowoniemiecka o wartości szeląga, bita w XV w.

## Etymologia
Słowo "Plappart" wywodzi się od francuskiego słowa blabbard, które oznacza "blady, jasny".

## Historia
W 1421 roku w Berno wybito Plappart, którego wartość wynosiła 15 fenigów. W następnych latach monetę wybiły również miasta Zurych, St. Gallen (jako pierwszą szwajcarską monetę z rokiem), Bazylea, Solura, Laufenburg i Sion. Do czasu wprowadzenia Dickensa Plappart był największą srebrną monetą w niemieckojęzycznej Szwajcarii.